# Фредріка Петерссон
Фредріка Петерссон (швед. Fredrika Petersson; нар. 4 серпня 1993, лен Сконе) — шведська борчиня вільного стилю, дворазова бронзова призерка чемпіонатів Європи.

## Життєпис
Боротьбою почала займатися з 2001 року. У 2013 році стала бронзовою призеркою чемпіонату світу серед юніорів.
Виступала за борцівський клуб Klippans BK. Тренер — Мікаел Петерссон.

## Спортивні результати на міжнародних змаганнях

### Виступи на Чемпіонатах світу
| Змагання                        | Збірна | Вагова категорія          | Місце |
| ------------------------------- | ------ | ------------------------- | ----- |
| Чемпіонат світу з боротьби 2014 | Швеція | жіноча боротьба, до 48 кг | 19    |
| Чемпіонат світу з боротьби 2015 | Швеція | жіноча боротьба, до 48 кг | 32    |
| Чемпіонат світу з боротьби 2017 | Швеція | жіноча боротьба, до 48 кг | 25    |
| Чемпіонат світу з боротьби 2018 | Швеція | жіноча боротьба, до 50 кг | 8     |
| Чемпіонат світу з боротьби 2019 | Швеція | жіноча боротьба, до 50 кг | 10    |

### Виступи на Чемпіонатах Європи
| Змагання                         | Збірна | Вагова категорія          | Місце  |
| -------------------------------- | ------ | ------------------------- | ------ |
| Чемпіонат Європи з боротьби 2012 | Швеція | жіноча боротьба, до 51 кг | 13     |
| Чемпіонат Європи з боротьби 2013 | Швеція | жіноча боротьба, до 48 кг | 8      |
| Чемпіонат Європи з боротьби 2014 | Швеція | жіноча боротьба, до 48 кг | Бронза |
| Чемпіонат Європи з боротьби 2017 | Швеція | жіноча боротьба, до 48 кг | Бронза |
| Чемпіонат Європи з боротьби 2019 | Швеція | жіноча боротьба, до 50 кг | 10     |

### Виступи на Європейських іграх
| Змагання              | Збірна | Вагова категорія          | Місце |
| --------------------- | ------ | ------------------------- | ----- |
| Європейські ігри 2015 | Швеція | жіноча боротьба, до 53 кг | 13    |

### Виступи на Кубках світу
| Змагання                    | Збірна | Вагова категорія          | Місце |
| --------------------------- | ------ | ------------------------- | ----- |
| Кубок світу з боротьби 2015 | Швеція | жіноча боротьба, до 53 кг | 8     |

### Виступи на інших змаганнях
| Змагання                                                         | Збірна | Вагова категорія          | Місце  |
| ---------------------------------------------------------------- | ------ | ------------------------- | ------ |
| Золотий Гран-прі з боротьби 2012 (Кліппан )                      | Швеція | жіноча боротьба, до 51 кг | 5      |
| Золотий Гран-прі з боротьби 2012 (Баку)                          | Швеція | жіноча боротьба, до 48 кг | 9      |
| Вогні Москви 2012                                                | Швеція | жіноча боротьба, до 51 кг | 6      |
| Гран-прі Іспанії з боротьби 2013                                 | Швеція | жіноча боротьба, до 51 кг | 10     |
| Золотий Гран-прі з боротьби 2013 (Баку)                          | Швеція | жіноча боротьба, до 48 кг | 5      |
| Золотий Гран-прі з боротьби 2014 (Париж)                         | Швеція | жіноча боротьба, до 48 кг | Бронза |
| Турнір міста Сассарі з боротьби 2014                             | Швеція | жіноча боротьба, до 48 кг | Золото |
| Вогні Москви 2014                                                | Швеція | жіноча боротьба, до 48 кг | 5      |
| Гран-прі Німеччини з боротьби 2015                               | Швеція | жіноча боротьба, до 48 кг | 5      |
| Гран-прі Іспанії з боротьби 2015                                 | Швеція | жіноча боротьба, до 48 кг | 10     |
| Олімпійський кваліфікаційний турнір з боротьби 2016 (Улан-Батор) | Швеція | жіноча боротьба, до 48 кг | 7      |
| Олімпійський кваліфікаційний турнір з боротьби 2016 (Стамбул)    | Швеція | жіноча боротьба, до 48 кг | 11     |
| Золотий Гран-прі з боротьби 2016                                 | Швеція | жіноча боротьба, до 48 кг | 7      |
| Турнір Дана Колова — Николи Петрова 2017                         | Швеція | жіноча боротьба, до 48 кг | Срібло |
| Гран-прі Іспанії з боротьби 2018                                 | Швеція | жіноча боротьба, до 50 кг | 13     |
| Відкритий чемпіонат Польщі з боротьби 2018                       | Швеція | жіноча боротьба, до 50 кг | 11     |
| Klippan Lady Open 2019                                           | Швеція | жіноча боротьба, до 50 кг | 5      |
| Турнір Дана Колова — Николи Петрова 2019                         | Швеція | жіноча боротьба, до 50 кг | 11     |
| Турнір міста Сассарі з боротьби 2019                             | Швеція | жіноча боротьба, до 50 кг | Бронза |

### Виступи на змаганнях молодших вікових груп
| Змагання                                       | Збірна | Вагова категорія          | Місце  |
| ---------------------------------------------- | ------ | ------------------------- | ------ |
| Чемпіонат Європи з боротьби серед кадетів 2010 | Швеція | жіноча боротьба, до 52 кг | 5      |
| Чемпіонат Європи з боротьби серед юніорів 2011 | Швеція | жіноча боротьба, до 51 кг | 11     |
| Чемпіонат світу з боротьби серед юніорів 2011  | Швеція | жіноча боротьба, до 51 кг | 22     |
| Чемпіонат світу з боротьби серед юніорів 2012  | Швеція | жіноча боротьба, до 51 кг | 5      |
| Чемпіонат світу з боротьби серед юніорів 2013  | Швеція | жіноча боротьба, до 48 кг | Бронза |